# یواس‌اس دبلیو اف مارتی (اس‌پی-۱۱۴۵)
یواس‌اس دبلیو اف مارتی (اس‌پی-۱۱۴۵) (به انگلیسی: USS W. F. Marty (SP-1145)) یک کشتی بود که طول آن ۴۰ فوت (۱۲ متر) بود. این کشتی  در سال ۱۹۱۷ ساخته شد.